# لبه تیغه (فیلم ۲۰۲۳)
لبه تیغه (فرانسوی: Une affaire d'honneur‎) یک فیلم درام تاریخی و جذاب فرانسوی محصول سال ۲۰۲۳ به کارگردانی وینسنت پرز است. داستان این فیلم در دهه ۱۸۸۰ روایت می‌شود و داستان شمشیر زن فمینیستی (ماری رز آستی د والسایر) را دنبال می‌کند که از استاد مشهور شمشیربازی کلمان لاکاز برای کمک به آماده شدن برای دفاع از افتخار خود درخواست می‌کند.

## بازیگران
- روزچدی زم در نقش کلمان لاکاز
- دوریا تیلیه در نقش ماری رز آستی دی والسایر
- گیوم گالین در نقش آدولف تاورنیه
- دیمین بونارد در نقش فردیناند ماسات
- وینسنت پرز در نقش سرهنگ لوئیس برچر
- نوهام اژه در نقش آدرین لاکاز
- اوا دانینو در نقش مارگریت